# Международная военно-историческая комиссия
Международная военно-историческая комиссия (Commission Internationale d’Histoire militaire, C.I.H.M – МВИК) была основана в [1938] в качестве рабочей группы входящего в ЮНЕСКО Международного комитета исторических наук (CIHS). В июне [1972] на основании устава, действующего по настоящий момент, Комиссия получила статус смежной с Комитетом международной организации.
Целью МВИК является поощрение и координирование военно-исторических исследований, содействие сотрудничеству военных историков. МВИК состоит из 40 национальных комиссий, состоящих из специалистов по военной истории государств-членов ООН.

## Деятельность МВИК
- Проведение международных конференций и встреч. Dначале эти мероприятия приурочивались к созываемым раз в пять лет конгрессам МВИК, в период холодной войны их проведение интенсифицировалось, а с 1980 стало ежегодным. Организация этих мероприятий осуществляется Национальной комиссией очередной принимающей страны.
- Издание материалов этих конференций и встреч: на данный момент опубликованы 29 томов.
- Издание (с 1939) Revue Internationale d’Histoire Militaire, на настоящий момент вышло 85 номеров-монографий.
- Издание (с 1978) Bibliographie Internationale d’Histoire militaire, под редакцией Библиографического комитета (Comité bibliographique), на настоящий момент вышло 27 номеров.
- Стимулирование кооперации и информационного обмена между архивными военными и дипломатическими учреждениями и отдельными исследователями военной истории. Архивный комитет публикует с 2002 ежегодный информационный бюллетень «Mars & Janus».

Исполнительный комитет МВИК стремится пополнять круг её Международных комиссий в целях расширения географического диапазона исследований.

## Комитеты МВИК
- Комитет Библиографии (Comité de Bibliographie)
- Архивный Комитет (Comité des Archives)
- Преподавательский Комитет (Comité de l’Enseignement)

## Национальные комитеты
- Австрия
- Аргентина
- Бельгия
- Болгария
- Бразилия
- Великобритания
- Венгрия
- Германия
- Греция
- Дания
- Индонезия
- Израиль
- Ирландия
- Испания
- Италия
- Камерун
- Канада
- Китай
- Кипр
- Марокко
- Норвегия
- Объединенные Арабские Эмираты
- Польша
- Португалия
- Румыния
- Сенегал
- Словакия
- Словения
- США
- Тунис
- Турция
- Финляндия
- Франция
- Чехия
- Швейцария
- Швеция
- ЮАР
- Южная Корея
- Япония

## Конгрессы
- 1er Congrès : 12-15 VII 1973 Stockholm, Sweden- Coastal Defence
- 2e Congrès : 13-19 VIII 1975 Washington, D.C., USA-_Developments in Military Technology & Revolutions in America
- 3e Congrès : 6-16 VII 1976 Teheran, Iran - Asian, American and European Influences on Strategy and Tactics& War and Neutrality
- 4e Congrès : 23-25 VIII 1978 Ottawa, Canada - Armed Forces and Colonial Development
- 5e Congrès : 10-17 VIII 1980 Bucarest, Romania - Army and Society
- 6e Congrès : 1-5 IX 1981 Montpéllier, France - Armed Forces and Systems of Alliances
- 7e Congrès : 25-30 VII 1982 Washington, D.C., USA- Soldier-Statesmen of the Age of the Enlightenment
- 8e Congrès : 6-10 VI 1983 Wien, Österreich- Europe and the Ottomans – Conflicts in the Years between 1500-1800
- 9e Congrès : 1984 Tel Aviv, Israel - Warfare - throughoutthe Ages between Small States and Big Powers
- 10e Congrès : 19-24 VIII 1985 Stuttgart, Deutschland- New Research on First World War History
- 11e Congrès : 24-31 VIII 1987 Athen, Greece - The First National Fleets: The Use of Steam In Naval Warfare
- 12e Colloque :
- 13e Colloque : 31 V-6 VI 1988 Helsinki, Finland – Tactical Developments in 1750-1830 & Intelligence Service and Military Decisions in Europe during the Second World War
- 14e Colloque : 16-19 VIII 1988 Montréal, Canada - Conflicts of High and Low Intensity Warfare Sincethe Second World War
- 15e Congrès : 18-23 IX 1989 Paris, France - Influence of the French Revolution on theArmies in France, Europe and the World
- 16e Congrès : 26 VIII-2 IX 1990 Madrid, España - Influence of Military Thought on War during the Last Five Centuries
- 17e Congrès : 19-24 VIII 1991 Zürich, Schweiz - War and Mountains
- 18e Congrès : 30 VIII-5 IX 1992 Torino, Italia - The Discovery of the New World and its Influence on Military History
- 19e Congrès : 17-24 VIII 1993, Istanbul, Turkey - The Study of the Period between the First and Second World War 1918-1939 from a Viewpoint of Military History
- 20e Congrès : 28 VIII-3 IX 1994 Warsawa, Poland - National Insurrections since 1794
- 21ème Congrès : 20-26 VIII 1995 Québec, Canada - Peacekeeping 1815 to Today
- 22e Congrès : 9-13 IX 1996 Wien, Österreich - Von Crécy bis Mohács : Kriegswesen im späten Mittelalter (Warfare in the Late Middle Ages) (1346-1526)
- 23e Congrès : 24-29 VIII 1997 Praha, Czech Republic - The Thirty Years’ War
- 24e Congrès : 24-29 VIII 1998 Lisboa, Portugal - The War and the Encounter of Civilisations, from the XVIth Century
- 25e Congrès : 1999 Bruxelles, Belgique - Military Alliances since 1945
- 26e Congrès : 31 VII-4 VIII 2000 Stockholm, Sweden - The Total War – The Total Defence
- 27e Congrès : 19-25 VIII 2001 Athen, Greece - Military History and 20th Century Geopolitics
- 28e Congrès : 11-17 VIII 2002 Norfolk, USA - Coming to the Americas: The Eurasian Military Impact On the Development of the Western Hemisphere
- 29e Congrès : 10-15 VIII 2003 Bucarest, Romania - War, Military and Media from Gutenberg to Today
- 30e Congrès : 1-7 VIII 2004 Rabat, Maroc - The Economic Aspects of Defense through the Major World Conflicts
- 31ème Congrès : 21-27 VIII 2005 Madrid, España - Terrestialand Naval Power and the Age of Trafalgar
- 32e Congrès : 20-25 VIII 2006 Potsdam, Deutschland - Nation State, Nationalism and the Military
- 33e Congrès : 12-17 VIII 2007 Cape Town, South Africa - Regions, Regional Organisations and Military Power
- 34e Congrés : 31 VIII-5 IX 2008 Trieste, Italia - Military Conflicts and Civil Populations. TotalWars, Limited Wars, Asymetrical Wars
- 35e Congrès : 31 VIII-5 IX 2009 Porto, Portugal - Warfare in the Age of Napoleon: Precedents, Military Campaigns and Lasting Impacts
- 36e Congrès : 30 VIII-3 IX 2010 Amsterdam, Pays Bas – Insurrection and Counterinsurgency: Irregular Warfare from 1800 to the Present
- 37e Congrès : 28 VIII-2 IX 2011 Rio de Janeiro, Brazil - Colonial Wars and Independence Wars from the 18th Century to Today

- 38e Congrès : 26-31 VIII 2012 Sofia, Bulgaria - Technology and Warfare

 (недоступная ссылка)
- 39e Congrès : 1-6 IX 2013 Torino, Italia - Combined and Joint Operations in the History of Warfare

- 40e Congrès : 2014 Paris, France
- 41ème Congrès : 2015